# Таксим тепе
Таксим тепе е едно от тепетата на българския град Пловдив, заедно с Небет тепе и Джамбаз тепе формират така нареченото Трихълмие, днес по-известно като Старинен Пловдив. Таксим тепе се намира в най-югозападната част на Трихълмието.
Името му произлиза от думата таксим (на арабски означава „разпределяне“), което упоменава мястото като разпределително за древния град. Тук са се събирали водите на някогашния римски акведукт и после ги отправяли в различни посоки из Трихълмието. През първата половина на Османското владичество го наричали Сарай тепе поради многото останки от някогашни големи сгради, дворци или жилища. През годините на българското Възраждане е известно и като Кесяково тепе по името на родолюбеца Тодор Кесяков, чиято къща била на върха на тепето.

## История
Според едно от преданията първоначално тепето е наричано Евмолпиев връх, на името на тракийския цар Евмолп. Той пръв построил двореца си на него. В римско време три самостоятелни водопровода доставят вода в кастелиума (разпределителен резервоар), който се предполага, че се е намирал над днешния тунел. Оттук водата се е спускала към фонтаните, обществените и частните сгради на древния Филипопол.
Може да се предположи, че църква на сегашното място на катедралата „Свето Успение Богородично“ на тепето има от 1189 г., както споменава Никита Хониат. Тя е била ограбена от кръстоносците на Третия кръстоносен поход. Впоследствие сградата била преиздигната.
През 1578 г. Стефан Герлах, който посещава Пловдив на път от Виена за Цариград, споменава за храм „Свети Николай“, разположен най-вероятно на сегашното място на хълма.
На тепето са построени едни от най-красивите и емблематични къщи в Пловдив.

## Разни
На тепето се намират:
- Катедрален храм „Свето Успение Богородично“
- Храм „Свети Николай“
- Къща музей „Христо Г. Данов“, разположена в северозападната част на хълма. Високите каменни основи са иззидани върху здрава скала на върха на хълма. В нея от 1975 г. се помещава експозицията „Книгоиздаване в България през втората половина на 19 и началото на 20 век“ на Регионалния исторически музей, Пловдив.[4]
- Къщата на Генко Митов е двуетажна, с висок сутерен, разположена на самия ъгъл срещу южната стена към входа до камбанарията на църква „Св. Богородица“. Главният вход е откъм двора с портик, състоящ се от четири кръгли дървени колони, предаващ му изящен вид. Къщата е изписана отвътре и отвън с линии, пиластри с капители и цветни медальони. Според надписа над входа към двора е построена през 1852 г.[1]
- Къщата на Константин Хаджикалчев е построена през 1850 г. Домът е симетричен, на два етажа, с висока изба. Малък портик с двураменно стълбище въвежда в хайета на първия етаж, около който има пет стаи.
- Къщата на Стоян Стайнов e построена в северозападната част на хълма.[1]
- Къщата на Андрей Георгиади.

До тепето се намират:
- Античния театър
- Академия за музикално, танцово и изобразително изкуство и Жълтото училище
- Митрополитски храм „Света Марина“